# 川越市立富士見中学校
川越市立富士見中学校（かわごえしりつ ふじみちゅうがっこう）は、埼玉県川越市東田町にある公立中学校。

## 沿革
- 1949年10月1日 - 川越市立第三中学校、川越市立第五中学校を合併して川越市立富士見中学校として開設
- 1955年3月18日 - 校旗制定
- 1958年10月13日 - 校歌制定[1]
- 1962年9月1日 - 生徒会本部室設置
- 1965年11月3日 - 生徒会旗、応援歌の作成
- 1967年3月4日 - 体育館建設
- 1969年10月16日 - 学校給食開始

## 教育目標
- 自主的・自律的精神に溢れた心豊かな生徒[2]

## 部活動

### 運動部
- 野球部
- サッカー部
- 男子バスケットボール部
- 女子バスケットボール部
- 女子バレーボール部
- 水泳部
- 男女卓球部
- 男子ソフトテニス部
- 女子ソフトテニス部
- 陸上部
- 剣道部
- 複式文化運動部[3]

### 文化部
- 美術部
- 科学部
- 家庭・茶道部
- 吹奏楽部[3]

## 著名な出身者
- 荻原久男（元プロ野球選手）
- 森田初恵（川越市長）
- 金子雅紀（競泳選手）
- 渡邊久惠（元バレーボール選手）
- 中塩大貴（サッカー選手）